# Boulengerella maculata
Boulengerella maculata é uma espécie de peixes de água doce da família Ctenoluciidae, na ordem dos Characiformes.

## Morfología
Os machos podem chegar aos 31,9 cm de comprimento. O número de vértebras pode variar entre 46 e 49.

## Habitat
É um peixe de água doce e de clima  tropical, preferindo águas em temperaturas entre 23 °C e 27 °C.

## Distribuição geográfica
Encontram-se na América do Sul: mais especificamente nos rios Amazonas, Tocantins e Orinoco.